# Pedro Malón de Chaide
Pedro Malón de Chaide o de Echaide (Cascante, 1530 – Barcellona, 1º settembre 1589) è stato uno scrittore e teologo spagnolo di origine basca, predicatore agostiniano.

## Biografia

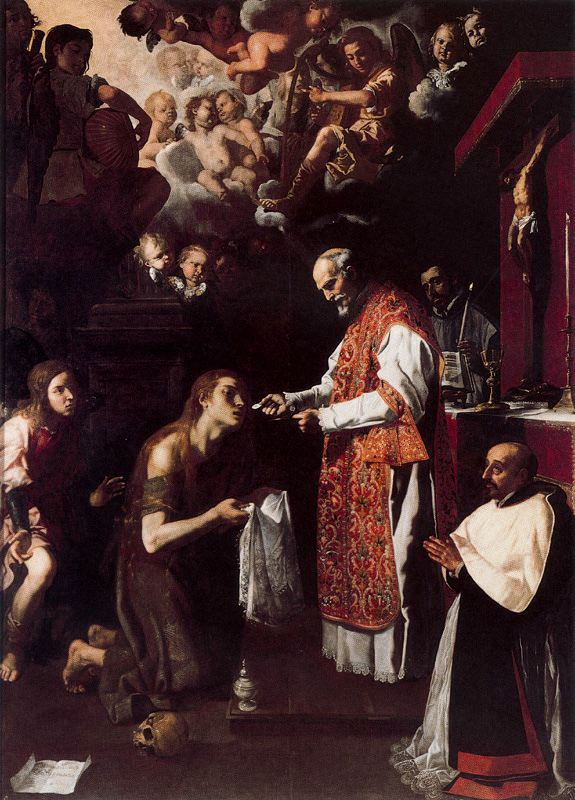
Santa Maria Maddalena riceve la Santa Comunione, 1665, di Jerónimo Jacinto de Espinosa

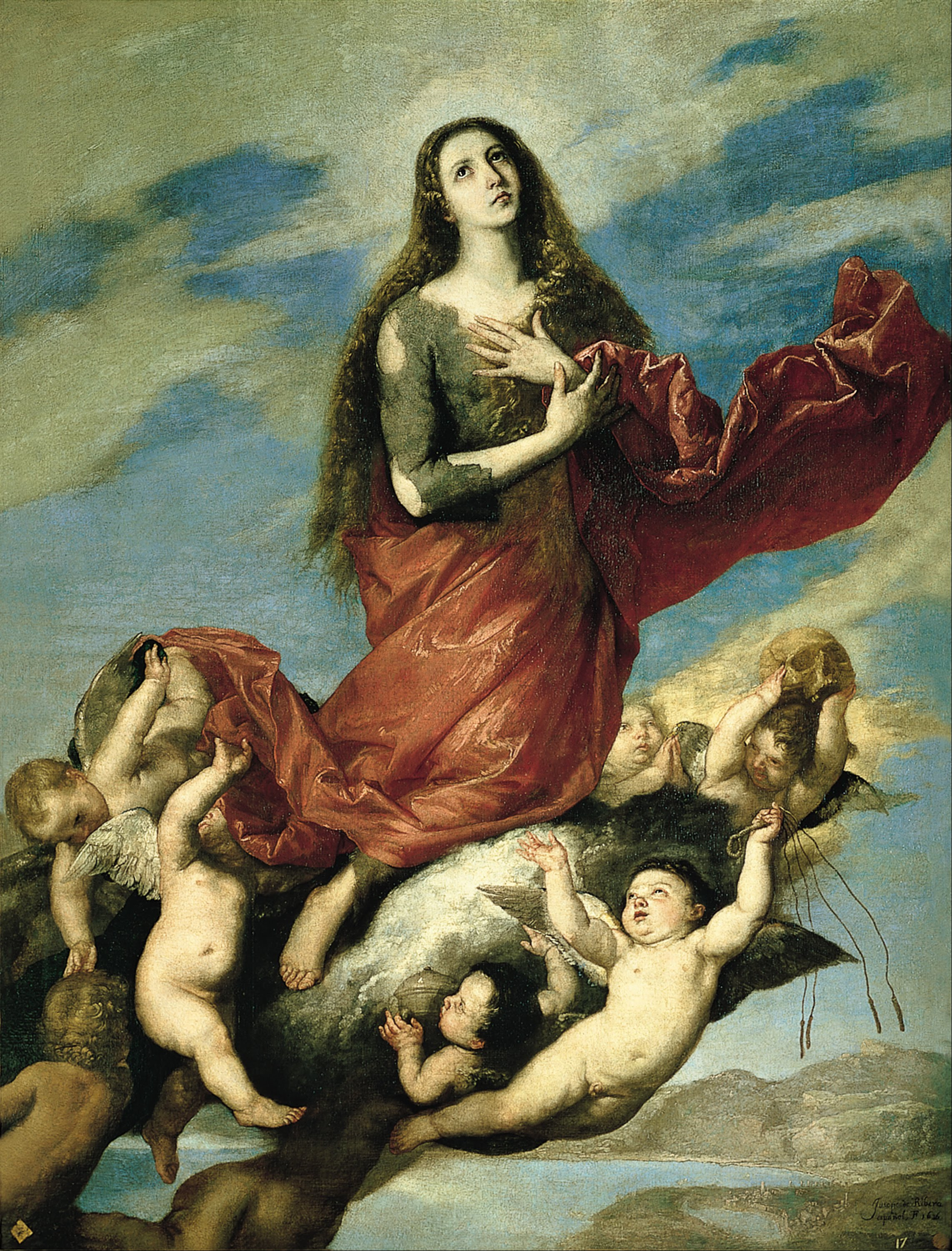
Assunzione della Maddalena, 1636, di Jusepe de Ribera

Figlio dell'impiegato Juan Malón e di Graciana Zapata, Malón de Chaide studiò e si formò dal 1556 tra gli agostiniani, ordine rinascentista, colto e "progressista", sotto la guida di Luis de León, insegnante di teologia a Salamanca.
La sua formazione incluse una solida base umanistica, con la conoscenza del latino, del greco e dell'ebraico.
Dopo aver terminato gli studi, Malón de Chaide insegnò a Burgos dal 1569 al 1572, a Saragozza dal 1575 al 1577, a Huesca dal 1578 al 1583, e infine fu priore a Barcellona, dove ha vissuto i suoi ultimi anni.
Partecipò, nel 1585, alla fondazione del monastero di Nostra Signora di Loreto, a Huesca.
Nel 1588 fu pubblicata l'unica opera, durante la sua vita, intitolata Libro de la conversión de la Magdalena, en que se ponen los tres estados que tuvo de pecadora, y de penitente, y de gracia, y fundado sobre el Evangelio que pone la Iglesia en su fiesta..., che scrisse probabilmente a Huesca in spagnolo, con l'intento di diffondere la lingua popolare e castigliana, della quale espresse grandi elogi nella prefazione del libro; il volume si distinse anche per il tema centrale dell'opera, una biografia romanzata della santa presente nel Vangelo, che rivela il temperamento ascetico dell'autore formatosi nella esperienza mistica contemporanea.
Il libro è una parafrasi dei passaggi evangelici in cui è presente Maria Maddalena ed è diviso in quattro parti, che corrispondono agli aspetti della vita spirituale cristiana: innocenza, peccato, pentimento e stato di grazia.
Nell'opera di Malón de Chaide, Maria Maddalena, considerata, come è frequente nella tradizione cattolica, donna peccatrice e penitente, è il simbolo dell'anima che dal peccato può raggiungere la perfezione.
È considerata una delle più importanti opere della letteratura ascetica e della letteratura spagnola del XVI secolo, e include le parafrasi dei versi di tredici salmi e diverse traduzioni di autori latini quali Virgilio, Ovidio e Giovenale.
Malón de Chaide ebbe anche l'intento di opporsi alla moda dei romanzi cavallereschi e profani, anche se l'opera talvolta ne segue sia lo stile sia il tono; benché intrisa di spirito ascetico, spesso può essere definita un romanzo, costituito da descrizioni brillanti, da "azione" vivamente condotta, da disquisizioni sull'amore platonico, da l'inserimento di numerosi versi poetici che dimostrano la profonda sensibilità rinascentista dell'autore. Inoltre Malón de Chaide si rivelò un grande prosatore, per la sua lucidità, la sua brillantezza, il suo realismo e la sua pittoricità.
Altre sue opere sono andate perdute, e alcune sono state stampate dopo la sua morte, anche non è sicurissima la loro paternità, tra le quali Discursos predicables, literales y morales de la Sagrada Escriptura, y questiones positivas, y scolásticas sobre cual fue mas amado del Señor, Sant Pedro, o Sant Ioan Evangelista (1598).
Pedro Malón de Chaide morì a causa della peste il 1º settembre 1589.

## Opere principali
- Libro de la conversión de la Magdalena, en que se ponen los tres estados que tuvo de pecadora, y de penitente, y de gracia, y fundado sobre el Evangelio que pone la Iglesia en su fiesta..., 1588;
- Discursos predicables, literales y morales de la Sagrada Escriptura, y questiones positivas, y scolásticas sobre cual fue mas amado del Señor, Sant Pedro, o Sant Ioan Evangelista, 1598;
- Hyerarchia celestial y terrena, y símbolo de los nueve estados de la iglesia militante, con los nueve Choros de Ángeles de la Triunphante, 1603.